# Sieghard hainaut-i gróf
Sieghard (a korabeli forrásokban "comes…Sigohardus") (? – 908. január 18. után) középkori nemesúr, a németalföldi Hainaut grófja.

## Élete
Liège grófja, amire IV. Lajos keleti frank király egyik 902. október 9-ére datált birtokadományozási oklevele utal ("in pago Leuchia in comitatu Sigarhardi in villa…Uuandria"). Szintén Lajos egyik oklevele utal arra, hogy az hainaut-i grófi címet is viselte 908. január 18-án (ebben Lajos megerősítette a Liège-i püspökség birtokjogát a lobbesi apátság felett, "in pago ac in comitatu Hainuense", "comes…Sigohardus" jelenlétében).
Nem ismert, hogy Sieghard mikor kapta meg a grófi címet, de ez valamikor 898 után történhetett, ugyanis I. Reginár hainaut-i grófot ekkor fosztotta meg birtokaitól Zwentibold lotaringiai király. Feltételezések szerint Sieghard fenntartotta uralmát a grófságban azután is, hogy Zwentibold rehabilitálta Reginárt, de erre egyik elsődleges forrás sem utal. Egy 915-ös birtokadományozási oklevél mint Liège grófját említi ("ad Tectis villam in pago Luviensi atque in comitatu Sichardi"), vagyis ekkor feltehetően még életben volt.

## Családja és leszármazottai
Nem ismert.

## Lásd még
- Hainaut-i grófság
- Hainaut grófjainak listája